# Anderson dos Santos
Anderson dos Santos (nacido el 29 de diciembre de 1985) es un futbolista brasileño que se desempeña como defensa.
Jugó para clubes como el Criciúma, Buriram United, Chonburi, Shimizu S-Pulse y Suphanburi.

## Trayectoria

### Clubes
| Club                | País      | Año         |
| ------------------- | --------- | ----------- |
| Porto               | Brasil    | 2005 - 2008 |
| Criciúma            | Brasil    | 2008 - 2010 |
| Vitória das Tabocas | Brasil    | 2008        |
| Buriram United      | Tailandia | 2010 - 2011 |
| Chonburi            | Tailandia | 2012 - 2016 |
| Shimizu S-Pulse     | Japón     | 2017        |
| Suphanburi          | Tailandia | 2018        |